# Nulji
Nulji was maripgan, provinciaal heerser van Silla (Korea) van 417 tot 458. Silla was een vazalstaat van Koguryo.
Nulji was de zoon van Naemul en was getrouwd met de dochter van zijn voorganger. Nulji was nog een kind toen zijn vader stierf. Koning Gwanggaeto van Koguryo stelde Silseong aan als tijdelijk regent, maar na verloop van tijd had Silseong de ambitie om een zelfstandige koers te varen. In 417 werd Silseong geëxecuteerd en zo kwam Nulji aan de macht.
Tijdens zijn regeerperiode zocht Silla toenadering met Paekche, een van de Drie koninkrijken van Korea.